# Baturino (obwód kurgański)
Baturino (ros. Батурино) – wieś (sieło) w Rosji, w obwodzie kurgańskim, w rejonie szadrińskim. W 2010 liczyła 1130 mieszkańców.